# 早稲田大学交響楽団
早稲田大学交響楽団（わせだだいがくこうきょうがくだん、英語: Waseda Symphony Orchestra Tokyo）は、日本にあるアマチュア・オーケストラの一つ。通称「ワセオケ（わせおけ）」。
1913年に創立し、1978年には第5回国際青少年オーケストラ大会（通称カラヤン・コンクール）で優勝した。

## 概要
早稲田大学公認のオーケストラサークル。1913年に創立され、2013年に創立100周年を迎えた。年4～5回の主催公演、入学式や卒業式をはじめとする早稲田大学公式行事・文化事業における演奏を主な活動としており、このほか年間20～30件の依頼演奏も行う。
海外公演は、1978年の第5回国際青少年オーケストラ大会(通称カラヤン・コンクール)での優勝以来14回を数える。2017年現在で、のべ16カ国75都市で156公演の実績がある。これらの活動は、テレビや新聞、音楽雑誌等で多数取り上げられている。
指揮者ではジュゼッペ・シノーポリ、小澤征爾、ズデニェク・コシュラー、レナード・スラットキン、岩城宏之、大友直人、高関健、山下一史、児玉宏、曽我大介、寺岡清高、大山平一郎、また共演者としてはベルリン・フィルハーモニー管弦楽団やNHK交響楽団の団員を中心に、多くの演奏家を迎えている。近年では、ミクローシュ・ペレーニ、シュテファン・ドール、林英哲、大谷康子らと共演している。
早稲田大学より小野梓記念芸術賞を3度受賞。

## 沿革
- 1913年：管弦楽団として創立[3]。
- 1927年：モーツァルトの交響曲第35番「ハフナー」本邦初演。
- 1930年：管絃楽団内にブラスバンド部を新設。応援団の一翼として活躍する[4]。
- 1941年：大学内の音楽各団体が学徒錬成部に統合される[4]。
- 1945年：管弦楽団の活動再開[5]。
- 1955年：管弦楽団が交響楽団と改称[6]。
- 1957年：早稲田大学創立75年・記念会堂開堂記念祝典演奏会（第1回早稲田大学フロイデハルモニー演奏会）を行う。
- 1970年：ストラヴィンスキーの春の祭典を第100回定期演奏会にてアマチュア初演。
- 1975年：ショスタコーヴィチの交響曲第13番「バービィ・ヤール」本邦初演。
- 1978年：ベルリン・カラヤン財団主催の第5回国際青少年オーケストラ大会(通称カラヤン・コンクール)優勝。
- 1978年：小澤征爾の指揮による「オーケストラがやってきた」テレビ収録。
- 1979年：早稲田大学よりカラヤンコンクール優勝の功績に対して、小野梓記念芸術賞受賞。
- 1979年：早稲田大学によるヘルベルト・フォン・カラヤンへの名誉博士号贈呈式の際、カラヤン自らの指揮でリハーサルを行う。
- 1982年：早稲田大学創立100周年記念演奏会にて武満徹｢オーケストラのための<星・島(スター・アイル)>｣(早稲田大学創立100周年記念委嘱作品)を世界初演、同じくグスタフ・マーラーの交響曲第8番をアマチュア初演。
- 1985年：モーリス・パート作曲「交響曲第1番」の世界初演を含む第123回定期演奏会の模様を、イギリスBBC放送がラジオ放送。
- 1986年：ベルリン・フィルハーモニーにて、ドイツ・グラモフォン社によるレコーディング。
- 1986年：岩城宏之の指揮によりオリヴィエ・メシアン作曲「トゥーランガリラ交響曲」をアマチュア世界初演。
- 2000年：政府が主催する行事「ドイツにおける日本年」の一環として「2000年ドイツ演奏旅行」を行い、8都市で8公演を行う。ベルリンにて日本放送協会によるテレビ収録。
- 2009年：第12回目の海外演奏旅行において、ベルリン公演の模様が、ベルリン・フィルハーモニー管弦楽団専属のインターネット放送であるデジタル・コンサートホールで生中継。同放送への客演は世界初[7]。

## コンサート

### 定期演奏会
東京芸術劇場、東京オペラシティ、サントリーホールなどで年度末に2公演開催される。

### 主催公演
新宿文化センターなどで年に2~3公演開催される。

### その他の公演
- 3年に1度を目安としてドイツを中心とするヨーロッパで海外公演を行なっている。
- 年数回、企業や早稲田大学OB組織である稲門会からの依頼による公演が行われている。

## ディスコグラフィ
- 早稲田大学交響楽団 ベルリン・ライブ / 高関健  
レスピーギ / 交響詩「ローマの松」ほか
レーベル：ドイツ・グラモフォン
CDナンバー：UCCG-8034
- ライヴ・イン・ベルリン 2009[8]
R.シュトラウス / 交響詩「英雄の生涯」ほか
レーベル：ユニバーサルミュージック
CDナンバー：UCCY-1015
- ライヴ・イン・ベルリン 2012[9]
R.シュトラウス / アルプス交響曲ほか
レーベル：ユニバーサルミュージック
CDナンバー：UCCY-1028
- ライヴ・イン・ベルリン 2015[10]
R.シュトラウス / 交響詩「ツァラトゥストラはかく語りき」ほか
レーベル：ユニバーサルミュージック
CDナンバー：UCCY-1061